# Arto Salomaa

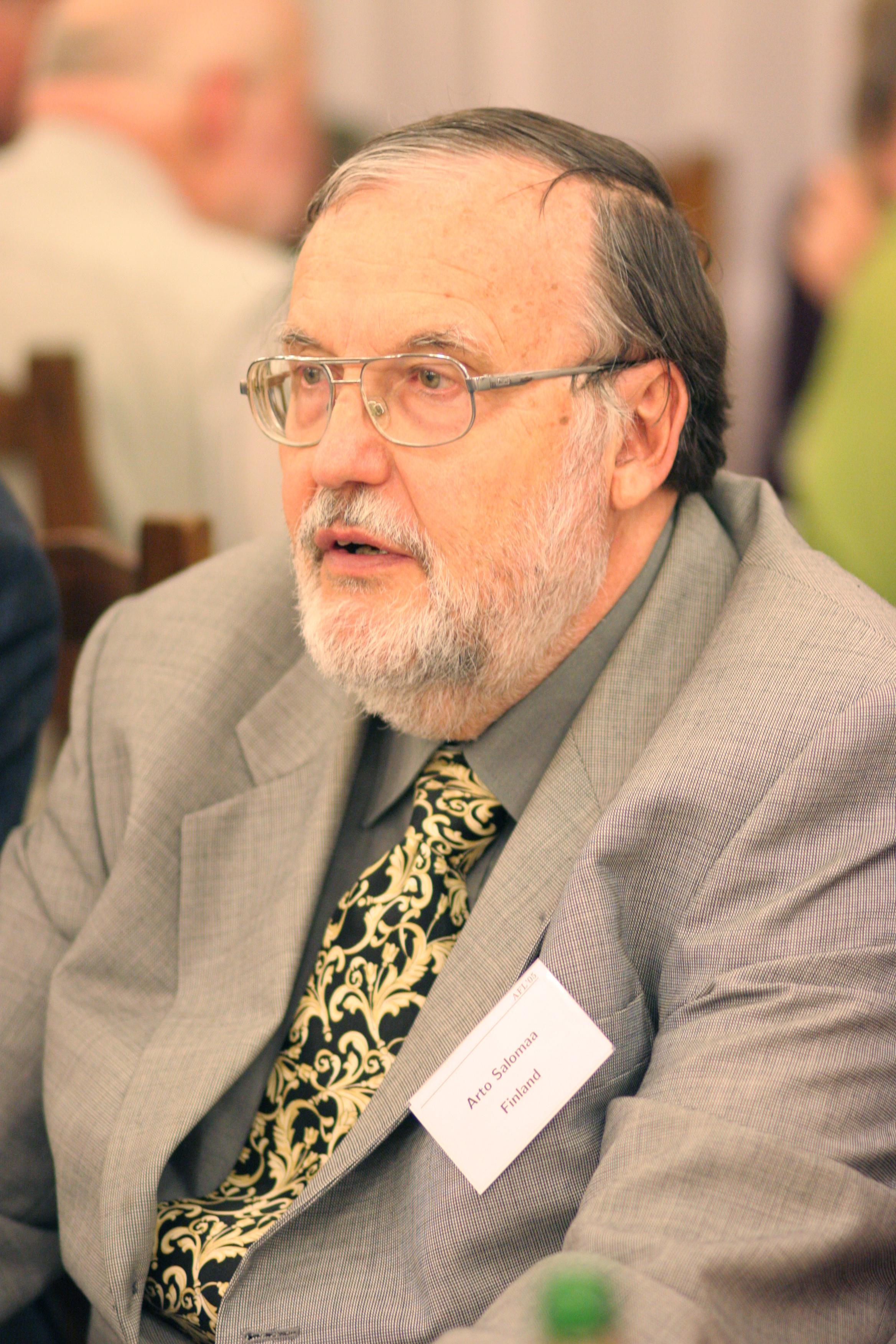
Arto Salomaa (2007)

Arto Salomaa (* 6. Juni 1934 in Turku; † 26. Januar 2025) war ein finnischer Informatiker und Mathematiker.

## Leben und Werk
Salomaa schloss sein Studium der Mathematik an der Universität Turku (an der sein Vater Philosophieprofessor war) 1954 mit dem M. A. ab, war 1956 bis 1957 an der University of California, Berkeley bei John Myhill und ab 1957 Assistent an der Universität Turku. Er erhielt 1959 das Lizenziat an der Universität Helsinki und wurde 1960 bei Kustaa Inkeri an der Universität Turku mit der Dissertation On the Composition of Functions of Several Variables Ranging Over a Finite Set promoviert. Ab 1965 war er Professor für Mathematik an der Universität Oulu und ab 1966 in Turku. 1998 wurde er emeritiert.
Salomaa war für seine Beiträge zur Automatentheorie und zur Theorie formaler Sprachen bekannt. Er war in Europa einer der Pioniere auf diesen Gebieten und Autor und Mitherausgeber zahlreicher Bücher.
Von 1966 bis 1968 sowie 1981/82 war er Gastprofessor an der University of Western Ontario in Kanada und von 1973 bis 1975 an der Universität Aarhus.
2004 erhielt Salomaa den EATCS-Award. 1979 bis 1985 war er Präsident der European Association for Theoretical Computer Science (EATCS). Er war vielfacher Ehrendoktor (außerhalb Finnlands bspw. in Bukarest, Szeged, Magdeburg, Graz, Riga und Iasi) und Mitglied der Finnischen Akademie der Wissenschaften. Ab 1975, 1989 und 1995 hatte er für jeweils vier Jahre eine Forschungsprofessur der Finnischen Akademie der Wissenschaften inne. 2001 wurde er einer der zwölf Fellows der Akademie. Ab 1992 war er ordentliches Mitglied der Academia Europaea.
Salomaa war seit 1959 verheiratet und hatte zwei Kinder.

## Schriften
- Theory of Automata, Pergamon Press 1969
- Formal Languages, Academic Press 1987
  - Deutsche Übersetzung: Formale Sprachen, Springer Verlag 1979
- mit M. Soittola: Automata-theoretic aspects of formal power series, Springer Verlag 1978
- mit Grzegorz Rozenberg: The Mathematical Theory of L-Systems, Academic Press 1980
- Jewels of formal language theory, Computer Science Press 1981
- Computation and Automata, Cambridge University Press 1985 (Encyclopedia of Mathematics and its Applications)
- Public Key Cryptography, Springer Verlag 1990, 2. Auflage 1996
- Herausgeber mit Rozenberg: Lindenmayer Systems, Springer Verlag 1992
- Herausgeber mit Rozenberg: Handbook of Formal Languages, 3 Bände, Springer Verlag 1997
- mit G. Paun, Rozenberg: DNA Computing. New Computing Paradigms. Springer Verlag 1997